# Stigmella georgiana
Stigmella georgiana là một loài bướm đêm thuộc họ Nepticulidae. Nó được miêu tả bởi Sco Puplesis năm 1994. Nó được tìm thấy ở Georgia.